# Floriane Bonanni
Pour les articles homonymes, voir Bonanni.
 (septembre 2022).
Floriane Bonanni est une violoniste française

## Biographie
Floriane Bonanni commence le violon à l’âge de huit ans. Elle suit une formation au conservatoire national de région de Paris, où elle obtient un premier prix de violon à l'unanimité en 1994. Elle entre ensuite au Conservatoire national supérieur de musique et de danse de Paris pour y suivre la classe de Boris Garlitsky et la formation supérieure de musique de chambre de Christian Ivaldi. Elle obtient les premiers prix de violon et de musique de chambre en 1999.
Titulaire du certificat d'aptitude aux fonctions de professeur de musique, elle enseigne pendant un an au conservatoire à rayonnement régional de Paris, ainsi qu’au conservatoire du 9e arrondissement de Paris.
Elle participe à l'enregistrement de disques, puis devient régulièrement l'invitée de nombreux festivals de musique de chambre, en France comme à l'étranger. Cela lui donne l'occasion de jouer auprès de musiciens tels que Georges Pludermacher, Xavier Phillips, Henri Demarquette, Marc Coppey, l'ensemble Les Dissonances, l'ensemble Cepheus et en quatuor en compagnie de David Grimal, Lise Berthaud et François Salque.
En 2003, elle devient membre de l'Orchestre philharmonique de Radio France. Elle participe également à la saison de musique de chambre de Radio France avec des artistes tels que Patricia Kopatchinskaia, Kirill Gerstein, Andrei Korobeinikov…
En 2009, elle fonde le quatuor à cordes Antigone et enregistre un disque consacré à la musique du compositeur français Charles Koechlin, avec la participation de la pianiste Sarah Lavaud.
En parallèle, sa passion de tous les arts la conduit à travailler avec des metteurs en scène, des réalisateurs, des comédiens de la Comédie Française. Elle joue les compositions de Marie Jeanne Serero dans des créations théâtrales, effectue de la préparation musicale d'acteurs, puis se dirige vers la conception, l'écriture  et mise en scène de spectacles. Elle travaille ainsi avec Alain Françon, Eric Ruf , Denis Podalydes, René Féret, le Trio George Sand ou encore les comédiens Loïc Corbery, Michel Robin, Coraly Zahonero.
Avec la Compagnie L'Immédiat, fondée par Camille Boitel, circassien issu de l'école Fratellini, elle improvise dans La Machinajouer et Le Cabaret Calamiteux, spectacles poétiques et surréalistes.
En 2014 elle fonde l'ensemble Storia en compagnie de Magali Mosnier, Olivier Doise, Aurore Doise, Jérémy Pasquier, Renaud Guieu et Edouard Macarez.
Elle travaille régulièrement avec l’ensemble de musique contemporaine TM+.
Elle réalise en 2021 un moyen métrage « Élément Terre mon cher Célestin » avec Michel Robin et les musiques et interprétations de Lucas Henri et Jean-Claude Gengembre, qui obtient plusieurs prix et sélections à des festivals internationaux de cinéma  (« Best feature Film » et « Best Music Vidéo » Golden Harvest Film Festival 2021; « Best Music Short » Moscow Russia International Film Festival 2021; « Spécial Mention » Tokyo International Monthly Film Festival 2021;  « Honorable Mention » New Creators Film Awards 2021 ; « Best Music Vidéo » Tokyo International Short Film Festival 2021;  « Finalist » Young Audiences Music Awards 2021; « Official Sélection » New York Independent Cinéma Award, « Official Sélection » International Art Film Festival London, « Official Sélection » Berlin International Art Film Festival; « Special mention », Athens International Monthly Art Film Festival 2022;  « Best feature film,3rd place », TMFF-The Montly Film Festival 2021; « semi finalist », Sweden film festival; « Best Music Video »,Diamond Eye Festival 2022; « best Scénographie » Diamond Eye Festival 2022…) 

## Festivals
- Flâneries Musicales de Reims.
- Festival de Flaine.
- Samedis Musicaux de Chartres.
- Rencontres de Bélaye.
- Musicales de Mortagnes.
- Festival Musikalia.
- Mardis musicaux de la Montagne-Sainte-Geneviève.
- Festival de l'Ilophone.
- À l’étranger, elle a également participé à des festivals en Pologne, en Allemagne, en Espagne, en Italie, etc.
- festival Les soirées du Castellet
- festival Classique et Vin (Domaine Gavoty)
- festival Un temps pour ElleS
- Les Journées Musicales Marcel Proust

## Théâtre, cinéma et cirque
- 2009 : La Cerisaie d'Anton Tchekhov, mise en scène d'Alain Françon, Théâtre de la Colline, musiques de Marie-Jeanne Serero.
- 2010 : Nannerl, la sœur de Mozart de René Féret, musiques de Marie-Jeanne Séréro. Préparation musicale des acteurs et interprétation de la bande originale du film.
- 2010, 2011, 2013 : Les Trois Sœurs d'Anton Tchekhov, mise en scène d'Alain Françon, Comédie Française, musiques de Marie-Jeanne Séréro.
- 2012 : La Villégiature de Carlo Goldoni, mise en scène d'Alain Françon, Théâtre éphémère du Palais-Royal, musiques de Marie-Jeanne Séréro.
- 2012 : Oncle Vania d'Anton Tchekhov, mise en scène d'Alain Françon, Théâtre des Amandiers à Nanterre, musiques enregistrée de Marie-Jeanne Séréro.
- 2012 : Peer Gynt de Henrik Ibsen, mise en scène d'Éric Ruf, Palais-Royal, musiques de Vincent Leterme.
- 2012, 2013 : Le Cabaret Calamiteux et La Machinajouer, avec la compagnie L'Immédiat de Camille Boitel, nouveau théâtre de Montreuil et Bois de l'Aune à Aix en Provence. Improvisations.
- 2013 : Solness le Constructeur de Henrik Ibsen, mise en scène d'Alain Françon, Théâtre de la Colline, musiques enregistrées de Marie-Jeanne Séréro.
- 2012 : Lais de Marie de France, mise en scène de Marie-Sophie Ferdane, théâtre éphémère du Palais-Royal. Composition de la musique, violon.
- 2013 : L'Atelier Fiction, d'après le roman Amours en Marge de Yoko Ogawa, réalisé par Juliette Heyman, France Culture. Composition de la musique, violon.
- 2013 : Grisélidis, d'après les textes de Grisélidis Réal, mise en scène de Coraly Zahonero, théâtre du Vieux-Colombier, festival d'Avignon, Theatre de Nice, Theatre Amiens musiques de Hélène Arntzen et Floriane Bonanni. Composition de la musique, violon.
- 2014-2015 : Les Méfaits du tabac d'Anton Tchekhov, concert en un acte, mise en scène de Denis Podalydès, scénographie d'Éric Ruf, musique de Jean-Sébastien Bach, Luciano Berio et Piotr Ilitch Tchaïkovski, avec Michel Robin, Muriel Ferraro et Emmanuelle Swiercz, théâtre des Bouffes du Nord, puis tournée en France et à l'étranger (Genève, Luxembourg, opéra de Sydney, Namur, et une tournée en Roumanie soutenue par l'Institut français). Conception du spectacle, violon.
- 2015 : Toujours la tempête de Peter Handke, mise en scène d'Alain Françon, musique de Marie-Jeanne Séréro. Interprétation de la musique.
- 2015 : Anton Tchekhov-1890 de René Féret. Interprétation de la bande originale du film.
- 2016 : conception et mise en scène du spectacle "Avant l'heure où les thés d'après midi finissaient" pour les Journées Musicales Marcel Proust avec le Comedien Loic Corbery. theatre de Nimes et en tournée.
- 2016 : cycle Racine pour France Culture, composition et violon pour la version d’ Andromaque dirigée par Elsa Lepoivre de la Comédie Française.
- 2017 : conception et mise en scène du spectacle "une petite histoire de la flûte enchantée" pour les Enfantines (Radio France) avec l'ensemble Storia.
- 2018 : Mise en musique des correspondances de la famille Bronte , réalisation Juliette Heyman pour France Culture. Interprétation et composition.
- 2018 : écriture et mise en scène du conte musical "La Vie en Grand" pour Radio France dans le cadre des Enfantines(et web France Musique) avec l'ensemble Basstet.
- 2019 : Le Misanthrope de Molière, mise en scène Alain Françon, Théâtre de la Ville, musique Marie Jeanne Serero. Interprétation de la musique.
- 2019 : écriture  et mise scène du conte musical « La Fée Capriccio » pour le quatuor Capriccio. (Festival Capriccio en Maine)
- 2020 : Les Innocents, Moi et l’Inconnue au bord de la route départementale de Peter Handke au théâtre de la Colline, mise en scène Alain Françon, musique de Marie Jeanne Serero. Interprétation de la musique.
- 2021 « La Seconde Surprise de l’Amour » de Marivaux, mise en scène Alain Françon, musique de Marie Jeanne Serero, Théâtre Odéon, théâtre de l’Europe. Interprétation de la musique
- 2021 « Élément Terre mon cher Célestin » le spectacle, dans le cadres des Enfantines pour Radio France texte, mise en scène..
- 2021 « Élément Terre mon cher Célestin » le film, réalisation.(Arte web, France Musique web)

## Discographie
- 2000 : Marcio Faraco, Ciranda.
- 2002 : Bande originale du film Le Transporteur. Participe à Replicant, Transfighter et Love Rescue.
- 2003 : Benjamin Biolay, Négatif. Participe à Des Lendemains Qui Chantent, Chère Inconnue, Glory Hole, Negative Folk Song et Les Insulaires.
- 2003 : Keren Ann, Not Going Anywhere. Participe à Road Bin et Right Now & Right Here.
- 2003 : Supergrass, Rush Hour Soul. Participe à Everytime.
- 2004 : Livres-disques Dora Bruder de Patrick Modiano et Alexis ou le Traité du Vain Combat de Marguerite Yourcenar, aux éditions Gallimard, textes lus par Didier Sandre, musiques originales de Marie-Jeanne Séréro.
- 2004 : Livre-disque Paroles d'étoiles, Mémoire d'enfants cachés (1939-1945), de Jean-Pierre Guéno, musique de François Peyrony.
- 2007 : Bande originale du film Taxi 4. Participe à Symphonie D'Amour et Benthi.
- 2009 : Quatuor à cordes no 3 et quintette avec piano de Charles Koechlin.
- 2010 : Bande originale du film Nannerl, la sœur de Mozart.
- 2010 : Quintette à 2 violoncelles de Raphael Ibanez de Garayo.